# Intento de asesinato de Jair Bolsonaro
El atentado contra Jair Bolsonaro fue un ataque contra el quien entonces era diputado federal, Jair Bolsonaro, durante un mitin de promoción de su campaña electoral a la presidencia de Brasil el 6 de septiembre de 2018. Mientras era transportado entre una multitud de seguidores, el diputado sufrió un puñalada en el abdomen por parte de Adélio Bispo de Oliveira.
Inmediatamente después del ataque, Bolsonaro fue trasladado a la Santa Casa de Misericórdia en Juiz de Fora, donde se constató que el apuñalamiento le había provocado tres heridas en el intestino delgado y una herida en una vena del abdomen que provocó un sangrado abundante. A pesar de la gravedad de sus heridas y la gran pérdida de sangre, el candidato presidencial logró sobrevivir. En total, Bolsonaro realizó cuatro cirugías relacionadas con los daños causados en el ataque.
El incidente ha sido utilizado para teorías de conspiración, tanto por parte de bolsonaristas como de antibolsonaristas, e incluso por el propio Bolsonaro.

## Contexto
Brasil ya atravesaba un período de polarización política. En 2013, las grandes manifestaciones populares, conocidas en el país como Jornadas de Junho, fueron la culminación de la crisis de representación política y despertaron la politización de gran parte de la población. La gente tenía más conocimientos políticos en las elecciones presidenciales de 2014. Durante este período electoral, aumentaron las tensiones entre los partidarios del Partido de los Trabajadores (PT) y los anti-PT, con el agravante de la crisis económica. Nuevos grupos políticos, con diferentes ideologías, entraron al debate, aumentando la polarización.
Las redes sociales han contribuido a una mayor polarización. A finales de 2013, la derecha se unió en torno al tema de la corrupción. Los de izquierda prestaron atención a los programas sociales y los servicios públicos. A medida que los partidos políticos comenzaron a poner estos temas al frente y al centro de sus plataformas, la izquierda y la derecha se distanciaron aún más. En agosto de 2016, el juicio político a Dilma Rousseff dividió las líneas partidistas, lo que hizo que la polarización fuera aún mayor.
Glauco Peres da Silva, profesor de ciencias políticas de la Universidad de São Paulo, dijo en una entrevista que en Brasil existe un clima de violencia política desde hace mucho tiempo. Bolsonaro utilizó un discurso agresivo, pero no fue él el promotor de la gran falta de voluntad para dialogar que se aprecia. Según el experto, todo empezó con la rivalidad entre el PT y el PSDB, que creó jergas como "coxinha" y "petralha", y también estaba la inclinación de la sociedad a linchar a la gente en lugar de hacer justicia. A continuación, el politólogo lamentó la forma en que se ven las disputas políticas en Brasil, como si no fueran legítimas, como si no pudiera haber un grupo con un pensamiento divergente, adoptando así la postura de deslegitimar a los opositores. Sin embargo, el ataque podría ser una gran oportunidad para que los candidatos llamen a la calma y para que toda la clase política declare que la violencia es inaceptable. Por lo tanto, incluso los opositores de Bolsonaro deberían salir a las calles para criticar duramente el comportamiento actual.
A pesar del apuñalamiento y del abrupto cambio de rumbo en la campaña del candidato, a quien se le impidió salir a las calles y asistir a diversos eventos y debates, Jair Bolsonaro fue el candidato más votado en la primera vuelta, el 7 de octubre, con el 46,03% de los votos válidos, por delante de Fernando Haddad (petista) con el 29,28% de los sufragios. Ambos compitieron en la segunda vuelta el 28 de octubre, en la que Bolsonaro fue elegido presidente con el 55,13% de los votos válidos, frente al 44,87% de Haddad.

## Ataque
El cronograma de campaña presidencial de Jair Bolsonaro preveía la llegada del candidato a Juiz de Fora (Minas Gerais), a las 11 de la mañana del 6 de septiembre. Bolsonaro visitaría el Hospital Ascomcer y participaría de un almuerzo con líderes empresariales. Luego realizaría un acto público frente al Ayuntamiento de la ciudad, en el parque Halfeld, desde donde se dirigiría a la Praça da Estação, donde realizaría su mitin. Al igual que los demás candidatos, Bolsonaro fue escoltado por agentes de la Policía Federal.
Bolsonaro fue apuñalado mientras era llevado en hombros por simpatizantes, en un acto de campaña en la calle Halfeld, una de las más importantes de la región central de la ciudad minera de Juiz de Fora. Resultó herido en el abdomen, sufriendo una lesión en una importante vena abdominal, lo que le provocó una fuerte hemorragia.
El diputado federal fue trasladado rápidamente a la Santa Casa de Misericórdia en Juiz de Fora, llegando a urgencias alrededor de las 15.40 hrs, con una herida cortante en el abdomen. Allí fue sometido a una laparotomía exploratoria.

## Repercusiones
Poco después del suceso, se crearon varias cuentas falsas de Adélio en las redes sociales. El perfil oficial de Facebook del criminal ya contaba con más de 9.500 seguidores dos horas después de su detención. En Twitter, el ataque fue mencionado 808.000 veces en dos horas, según la Fundación Getúlio Vargas. El tema fue el más comentado en el sitio web en doce países fuera de Brasil.
El presidente Michel Temer calificó el ataque de «intolerable» y reiteró su indignación por la «imposibilidad de vivir armoniosamente en un Estado democrático de derecho, en el que no es plausible llevar a cabo una campaña pacífica». Los demás candidatos presidenciales cancelaron sus respectivas agendas para el 7 de septiembre, el día después del incidente. Todos publicaron declaraciones de repudio y exigieron investigaciones sobre el ataque.